# Vlad Dascălu
Vlad Dascălu (* 17. Dezember 1997 in Fălticeni) ist ein rumänischer Radrennfahrer, der im Cross-Country aktiv ist.

## Sportlicher Werdegang
Im Alter von 9 Jahren kam Dascălu mit seiner Familie nach Nordspanien, wo er immer noch lebt. 2012 begann er mit dem Mountainbikesport, zunächst im Downhill. 2014 stand er ohne Vorbereitung mit einem geliehenen Rad auf dem Podium eines Cross-Country-Rennens, was ihn zum Wechsel der Disziplin inspirierte. Seit 2015 widmet er sich ernsthaft dem Cross-Country, bereits im selben Jahr belegte bei den Mountainbike-Weltmeisterschaften den 6. Platz bei den Junioren.
Seit der Saison 2017 startet Dascălu regelmäßig im UCI-Mountainbike-Weltcup, zunächst in der U23. Nach mehreren Podiumsplatzierungen erzielte er 2018 in Nové Město na Moravě seinen ersten Weltcup-Erfolg. In der Saison 2019 dominierte er die U23: er gewann vier der sieben Weltcup-Rennen und die Gesamtwertung, wurde Europa- und Weltmeister. Mit dem Sieg bei den U23-Weltmeisterschaften qualifizierte er sich gleichzeitig für die Olympischen Sommerspiele in Tokio, wo er im Cross-Country den siebten Platz belegte.
2021 startete Dascălu im Weltcup erstmals in der Elite. Beim letzten Rennen der Saison in Snowshoe verpasste er nur knapp seinen ersten Weltcup-Sieg. Auch in der Saison 2022 kam er im Weltcup sowohl im olympischen Cross-Country als auch im Short Track insgesamt fünfmal unter die Top 3, ein Sieg blieb ihm jedoch bisher weiterhin verwehrt. Auch 2023 belegte er im Weltcup zweimal den dritten Platz. Bei den MTB-Europameisterschaften in Krakau sicherte er sich erstmals den Titel über die olympische Distanz.
2024 wurde Dascălu wegen drei verpasster Dopingtests für 17 Monate gesperrt.

## Erfolge
2016
- Rumänischer Meister (U23) – Cross-Country XCO

2017
- Rumänischer Meister (U23) – Cross-Country XCO

2018
- Rumänischer Meister – Cross-Country XCO
- ein Weltcup-Erfolg (U23) – Cross-Country XCO

2019
- Weltmeister (U23) – Cross-Country XCO
- Europameister (U23) – Cross-Country XCO
- Rumänischer Meister – Cross-Country XCO
- vier Weltcup-Erfolge (U23) – Cross-Country XCO
- Gesamtwertung UCI-MTB-Weltcup (U23) – Cross-Country XCO

2020
- Rumänischer Meister – Cross-Country XCO

2021
- Rumänischer Meister – Cross-Country XCO

2022
- Rumänischer Meister – Cross-Country XCO und Short Track XCC

2023
- Europameister – Cross-Country XCO
- Rumänischer Meister – Short Track XCC